# Södra Tjusts härad
Södra Tjusts härad var ett härad i Kalmar län i smålandet Tjust. Det motsvaras idag av en del av Västerviks och Vimmerby kommuner. Häradets areal var 1 336,93 kvadratkilometer varav 1 213,16. 1930 fanns här 19 633 invånare.Arealen var fördelad på 18 510 hektar åker- och 82 371 hektar skogsmark. Tingsplats var till 1959 Gamleby, därefter Västervik. Häradet bildades 1675 när Tjusts härad delades upp i Södra Tjusts härad och Norra Tjusts härad.

## Namnet
Namnet skrevs omkring 1120 Teuste och är troligen övertaget från tingsplatsen. Det tros betyda "den dånande" eller "den våldsamma" och har ansetts gå tillbaka på ett fjärd-, å- eller vattenfallsnamn. Enligt en annan teori är namnet avlett av ordet thiudh som betyder "folk".

## Socknar
Häradet omfattade nio socknar.
I Västerviks kommun
- Blackstad
- Gamleby
- Gladhammar
- Hallingeberg
- Hjorted
- Odensvi
- Törnsfall
- Västrum

I Vimmerby kommun
- Locknevi

Västerviks stad hade egen jurisdiktion (rådhusrätt) till 1960 då staden blev en del av Tjusts domsagas tingslag.

## Geografi
Häradet var beläget i östra Småland, väster och söder om Västervik. Inlandet är skogbevuxet med många sjöar medan kusten är starkt bruten med Tjusts skärgård.
Gästgiverier fanns i Grönhult (Blackstads socken), Lund (Gladhammar), kyrkbyn i Hallingebergs socken, Getterum (Hjorted), Eneby (Odensvi) och Kårby (Törnsfall).

### Herresäten
Inom den historiska Västerviks stads område finns ruinerna av borgen Stegeholm. Senare sätesgårdar var:
Blackstads socken: Trästads säteri och Källsbergs säteri.
Törnsfalls socken: Blekhems säteri, Källsåkers herrgård, Rössle herrgård och Dröppshults herrgård.
Gamleby socken: Casimirsborgs herrgård, Skramstads säteri, Häckenstads herrgård, Åby säteri Ramstad gård och Lida säteri.
Västrums socken: Helgerums säteri, Åldersbäcks herrgård och Dagsbo herrgård.
Odensvi socken: Odensviholms säteri, Ogestads säteri, Puttorps säteri, Kulla herrgård och Näringe säteri.
Locknevi socken: Toverums säteri, Lidhems säteri, Locknevi säteri, Björka säteri och Vanstads herrgård.
Hjorteds socken: Falsterbo bruk, Bjurviks herrgård, Totebo herrgård (brunnen 1951), Blanka herrgård och Hjorteds säteri.
Hallingebergs socken: Ankarsrums bruk, Anledebo herrgård Stora Spånga gård och Rispetorps herrgård.
Loftahammars socken: Bjursunds säteri
Gladhammars socken: Gunnebo bruk, Sundsholms säteri, Valstads säteri och Torsfalls herrgård.

## Län, fögderier, tingslag, domsagor och tingsrätter
Häradet hörde till Kalmar län. Församlingarna tillhör(de) Linköpings stift.
Häradets socknar hörde till följande fögderier:
- 1720-1863 Norra och Södra Tjusts fögderi
- 1864-1945 Tjusta fögderi
- 1946-1990 Västerviks fögderi

Locknevi tillhörde från 1946 Vimmerby fögderi vilket också Hjorted gjorde mellan 1946 och 1967.
Häradets socknar tillhörde följande tingslag, domsagor och tingsrätter:
- 1675-1864 Norra och Södra Tjusts tingslag
- 1865-1872 Södra Tjusts tingslag
- 1873-1968 Norra och Södra Tjusts tingslag, från 1936 benämnd Tjusts domsagas tingslag

Dessa ingick i Tjusts domsaga, före 1936 även benämnd Norra och Södra Tjusts domsaga
- 1969-1970 Västerviks domsagas tingslag i Västerviks domsaga

- 1971-2005 Västerviks tingsrätt och dess domsaga för socknarna i Västerviks kommun
- 2005- Kalmar tingsrätt och dess domsaga för socknarna i Västerviks kommun